# 職場環境
職場環境（しょくばかんきょう）とは、職場において労働者が関わる、会社の設備や体制、勤務時間、上司や同僚などの人間関係なども含めて様々な事柄を表す用語である。労働環境や企業環境とも言う。

## 概要
会社の職場をはじめとする、行政や司法など、社会生活に関わる、様々な状況で使用される用語である。
厚生労働省では、職場環境を整備・改善するため、各種助成金や支援をしている。また、東京都労働相談情報センターでは、使用者の安全配慮義務に関し、労働安全衛生法は、職場における労働者の安全と健康を確保するとともに、快適な職場環境を形成することを目的として定めているとしている。